# Béziers Volley
Il Béziers Volley è una società pallavolistica femminile francese con sede a Béziers: milita nel campionato di Ligue A.

## Storia
Il Gazélec Béziers Volley-Ball è stato fondato nel 1996 e in poco tempo ha raggiunto la Pro A francese: nel corso degli anni ha mantenuto sempre posizioni di metà classifica, eccetto nella stagione 2005-06 quando è arrivato terzo. Alcuni buoni posizionamenti in classifica hanno permesso al club di Béziers di partecipare a diverse competizioni europee, senza però mai raggiunge grossi risultati.
Al termine della stagione 2007-08 retrocede in National 1, ma nella stagione 2010-11 ritorna nella massima serie, assumendo anche il nome di Béziers Volley. Nella stagione 2017-18 si aggiudica il primo trofeo della sua storia, ossia la vittoria del campionato, mentre nell'annata 2022-23 conquista la Coppa di Francia.

## Rosa 2019-2020
| N° | Nome                     | Ruolo | Data di nascita   | Nazionalità sportiva |
| -- | ------------------------ | ----- | ----------------- | -------------------- |
| 1  | Alexa Smith              | S     | 14 dicembre 1996  | Stati Uniti          |
| 2  | Yeisy Soto               | C     | 4 aprile 1996     | Colombia             |
| 3  | Dayana Segovia           | O     | 24 marzo 1996     | Colombia             |
| 4  | Zoé Greatti              | C     | 22 maggio 2000    | Francia              |
| 5  | Alison Bastianelli       | C     | 24 luglio 1997    | Stati Uniti          |
| 7  | Keylla Fabrino           | P     | 13 maggio 1986    | Brasile              |
| 8  | Déborah Lafalize         | P     | 8 settembre 1999  | Belgio               |
| 10 | Janisa Johnson           | S     | 22 settembre 1991 | Stati Uniti          |
| 11 | Astrid Popić             | C     | 24 luglio 1998    | Croazia              |
| 12 | Malina Terrell           | O     | 12 marzo 1992     | Stati Uniti          |
| 13 | Samantha Seliger-Swenson | P     | 24 febbraio 1997  | Stati Uniti          |
| 14 | Manon Braunsteffer       | C     | 12 luglio 2001    | Francia              |
| 16 | Sara Romati              | L     | 5 ottobre 2002    | Francia              |
| 17 | Lauriane Leman           | S     | 15 marzo 1998     | Francia              |
| 18 | Alexandra Rochelle       | L     | 14 dicembre 1983  | Francia              |
| 19 | Calypso Chaboissant      | P     | 23 agosto 2001    | Francia              |

## Palmarès
- Campionato francese: 1

2017-18
- Coppa di Francia: 1

2022-23